# Einhyrningur
Einhyrningur är ett berg i republiken Island. Det ligger i regionen Suðurland, 130 km öster om huvudstaden Reykjavík. Toppen på Einhyrningur är 651 meter över havet.
Trakten runt Einhyrningur är nära nog obefolkad, med mindre än två invånare per kvadratkilometer. Det finns inga samhällen i närheten.